# Ilia Topuria
Ilia Topuria (en géorgien : ილია თოფურია), né le 21 janvier 1997 à Halle (Allemagne), est un pratiquant hispano-géorgien d'arts martiaux mixtes (MMA). Il est l’actuel champion des poids légers de l'Ultimate Fighting Championship (UFC).
Le 17 février 2024, il devient le champion de la catégorie des poids plumes de l'UFC en battant Alexander Volkanovski. Il devient par la même occasion le premier champion hispano-géorgien de l'histoire de l'UFC.
Ilia Topuria est le frère cadet d’Aleksandre Topuria, lui aussi combattant à l’UFC, dans la catégorie des poids coqs.

## Jeunesse et débuts en lutte
Ilia Topuria naît le 21 janvier 1997 à Halle, en Rhénanie-du-Nord-Westphalie, en Allemagne, de parents géorgiens réfugiés d'Abkhazie. À l'âge de sept ans, il déménage en Géorgie avec sa famille et commence à pratiquer la lutte gréco-romaine dans une école locale. Après la guerre russo-géorgienne, à l'âge de 15 ans, ils déménagent à nouveau, cette fois à Alicante, en Espagne.
Au niveau amateur, il remporte le championnat Arnold Schwarzenegger, le championnat Arnold Fighters et est vice-champion d'Europe de jiu-jitsu brésilien. En 2015, il fait ses débuts en tant que professionnel dans des compétitions locales. Auparavant, il travaille comme agent de sécurité privé et comme caissier dans différents magasins. Il a un frère aîné, Aleksandre Topuria, qui est également un pratiquant d'arts martiaux mixtes (MMA) signé à l'Ultimate Fighting Championship (UFC).
Arrivé à l'UFC avec une solide base en jiu-jitsu brésilien, Ilia Topuria se consacre à l'amélioration de son jeu debout, développant une approche axée sur la boxe sous l'égide d'entraîneurs expérimentés. Son style de boxe se caractérise par une sélection précise des coups, des combinaisons fluides et une puissance remarquable, qui s'est révélée lors de ses victoires par KO contre l'Australien Alexander Volkanovski et l'Américain Max Holloway en 2024. Son exécution de la boxe est stratégique, utilisant son jeu de jambes et son positionnement pour mettre en place des coups de poing propres qui peuvent changer le cours du combat,. Il cite le style de boxe mexicain, en particulier celui de Canelo Álvarez, comme une source d'inspiration majeure pour ses frappes, dont il adapte les principes au MMA.

## Carrière dans les arts martiaux mixtes

### Débuts (2015-2019)
Le 4 avril 2015, il affronte le Vénézuélien Francisco Asprilla à Valence, en Espagne, et remporte le combat par soumission. Le 9 mai 2015, il affronte l'Espagnol Kalil Martin El Chalibi à Alicante, en Espagne, et remporte le combat par soumission. Le 7 mai 2016, il affronte l'Espagnol Daniel Vasquez à Alicante, en Espagne, et remporte le combat par soumission.
Le 5 novembre 2016, il affronte l'Espagnol Jhon Guarin à Valence, en Espagne, et remporte le combat par soumission. Le 28 avril 2018, il affronte le Finlandais Mika Hämäläinen à Helsinki, en Finlande, et remporte le combat par soumission. Le 16 juin 2018, il affronte le Belge Brian Bouland à Anvers, en Belgique, et remporte le combat par soumission. Avant le combat, il manque la pesée et n'est donc pas éligible pour remporter le titre.
Le 7 septembre 2019, il affronte le Colombien Luis Gomez à Bogota, en Colombie, et remporte le combat par soumission. Le 15 novembre 2019, il affronte le Sud-Africain Stephen Goncalves à Madinat 'Isa, au Bahreïn, et remporte le combat KO.

### Ultimate Fighting Championship (depuis 2020)

#### Parcours sans défaite
Le 11 octobre 2020, il affronte le Marocain Youssef Zalal à Abou Dabi, aux Émirats arabes unis, et remporte le combat par décision unanime. Le 5 décembre 2020, il affronte l'Américain Damon Jackson à Las Vegas, dans le Nevada, et remporte le combat par KO. Le 10 juillet 2021, il affronte l'Américain Ryan Hall à Las Vegas, dans le Nevada, et remporte le combat par KO.
Le 19 mars 2022, il affronte l'Anglais Jai Herbert à Londres, en Angleterre, et remporte le combat par KO. Sa prestation est également désignée Performance de la soirée. Le 10 décembre 2022, il affronte l'Américain Bryce Mitchell à Las Vegas, dans le Nevada, et remporte le combat par soumission. Sa prestation est également est désignée Performance de la soirée. Le 24 juin 2023, il affronte l'Américain Josh Emmett à Jacksonville, en Floride, et remporte le combat par décision unanime. Sa prestation est également est désignée Combat de la soirée.

#### Champion des poids plumes
Le 18 février 2024, Ilia Topuria défie l'Australien Alexander Volkanovski lors de l'UFC 298 pour le titre de champion des poids plumes. Détenteur de la ceinture depuis 1 527 jours, soit depuis le 14 décembre 2019, l'Australien est mis KO dès la seconde reprise,. Ilia Topuria devient ainsi le nouveau champion des poids plumes de l'UFC. À 27 ans, il est alors le premier Espagnol et Géorgien à remporter un titre de l'UFC et reste invaincu dans l'octogone,. Sa prestation est également désignée Performance de la soirée.
Huit mois plus tard, le 26 octobre 2024, il affronte l'Américain Max Holloway à Abou Dabi, aux Émirats arabes unis, et remporte le combat par KO,,,. À cette occasion, il défend le titre des poids plumes de l'UFC. Sa prestation est également désignée Performance de la soirée.

#### Départ pour les poids légers
Le 19 février 2025, malgré les rumeurs d'une revanche avec l'Australien Alexander Volkanovski, il est annoncé qu'Ilia Topuria va quitter prochainement la catégorie des poids plumes, laissant alors le titre de la catégorie vacant,. Ce dernier sera remis en jeu lors de l'UFC 314 entre l'Australien et le Brésilien Diego Lopes. Le président de l'UFC, Dana White, explique la décision inattendue d'Ilia Topuria en invoquant des difficultés à perdre du poids, un manque d'intérêt pour la compétition dans la catégorie et un désir de passer définitivement chez les poids légers. Le 29 juin 2025, lors du combat principal de la soirée, Topuria impose son règne en décrochant une deuxième ceinture de champion du monde contre la légende Charles Oliveira à la première reprise.

## Vie privée
Ilia Topuria parle couramment, l'espagnol, le géorgien et aussi un peu le mingrélien. Il est chrétien.
Lui et sa compagne ont un fils appelé Hugo (né en 2019) et une fille nommée Giorgina (née en 2024),.
Son frère aîné, Aleksandre, pratique également le MMA. Il fait ses débuts à l'Ultimate Fighting Championship (UFC) lors de l'UFC 312.
Le 5 mars 2024, il obtient la nationalité espagnole à la suite d'une conférence de presse du Conseil des ministres.
Le 21 mars 2024, il est décoré de l'Ordre d'honneur par le président de la Géorgie au palais d'Orbeliani, à Tbilissi, en Géorgie. Ce jour-là, le Premier ministre géorgien, Irakli Kobakhidze, annonce que le gouvernement veillera à ce qu'Ilia Topuria conserve sa nationalité géorgienne, ce qui fait de lui un double citoyen de Géorgie et d'Espagne.
Le 25 mars 2025, il décide d'abandonner son surnom, « El Matador », pour être dorénavant appelé « La Leyenda »,,. Ce changement de surnom fait notamment suite à son passage de la catégorie des poids plumes aux poids légers,,.

## Décoration
- Ordre du héros national (en) (Géorgie, 21 mars 2024)

## Palmarès en arts martiaux mixtes

### Distinctions
- Ultimate Fighting Championship
  - Performance de la soirée (× 5) : face à Jai Herbert, Bryce Mitchell, Alexander Volkanovski, Max Holloway et Charles Oliveira[16],[18],[26],[31].
  - Combat de la soirée (× 1) : face à Josh Emmett[20].

### Historique des combats
| 17 combats     | 17 victoires | 0 défaites |
| Par KO         | 7            | 0          |
| Par soumission | 8            | 0          |
| Sur décision   | 2            | 0          |

| Résultat | Record | Adversaire              | Méthode                                                   | Événement                             | Date             | Round | Temps | Lieu                           | Notes                                                                                                 |
| -------- | ------ | ----------------------- | --------------------------------------------------------- | ------------------------------------- | ---------------- | ----- | ----- | ------------------------------ | --- |
| Victoire | 17-0   | Charles Oliveira        | KO (coups de poing)                                       | UFC 317 : Topuria contre Oliveira     | 28 juin 2025     | 1     | 2:27  | Las Vegas, Nevada, États-Unis  | Retour en poids légers. Remporte le titre vacant des poids légers de l’UFC. Performance de la soirée. |
| Victoire | 16-0   | Max Holloway            | KO (coups de poing)                                       | UFC 308                               | 26 octobre 2024  | 3     | 1:34  | Abou Dabi, Émirats arabes unis | Défend le titre des poids plumes de l'UFC. Performance de la soirée.                                  |
| Victoire | 15-0   | Alexander Volkanovski   | KO (coup de poing)                                        | UFC 298                               | 17 février 2024  | 2     | 3:32  | Anaheim, Californie            | Remporte le titre des poids plumes de l'UFC. Performance de la soirée.                                |
| Victoire | 14-0   | Josh Emmett             | Décision unanime                                          | UFC on ABC: Emmett vs. Topuria        | 24 juin 2023     | 5     | 5:00  | Jacksonville, Floride          | Combat de la soirée.                                                                                  |
| Victoire | 13-0   | Bryce Mitchell          | Soumission (étranglement bras-tête)                       | UFC 282                               | 10 décembre 2022 | 2     | 3:10  | Las Vegas, Nevada              | Retour en poids plumes. Performance de la soirée.                                                     |
| Victoire | 12-0   | Jai Herbert             | KO (coup de poing)                                        | UFC Fight Night: Volkov vs. Aspinall  | 19 mars 2022     | 2     | 1:07  | Londres, Angleterre            | Début en poids légers. Performance de la soirée.                                                      |
| Victoire | 11-0   | Ryan Hall               | KO (coups de poing)                                       | UFC 264                               | 10 juillet 2021  | 1     | 4:47  | Las Vegas, Nevada              | |
| Victoire | 10-0   | Damon Jackson           | KO (coup de poing)                                        | UFC on ESPN: Hermansson vs. Vettori   | 5 décembre 2020  | 1     | 2:38  | Las Vegas, Nevada              | |
| Victoire | 9-0    | Youssef Zalal           | Décision unanime                                          | UFC Fight Night: Moraes vs. Sandhagen | 11 octobre 2020  | 3     | 5:00  | Abou Dabi, Émirats arabes unis | |
| Victoire | 8-0    | Stephen Goncalves       | KO (coups de poing)                                       | Brave CF 29                           | 15 novembre 2019 | 1     | 3:42  | Madinat 'Isa, Bahreïn          | |
| Victoire | 7-0    | Luis Gomez              | Soumission (clé de bras dans un étranglement en triangle) | Brave CF 26                           | 7 septembre 2019 | 1     | 1:15  | Bogota, Colombie               | Retour en poids plumes.                                                                               |
| Victoire | 6-0    | Brian Bouland           | Soumission (anaconda choke)                               | Cage Warriors 94                      | 16 juin 2018     | 1     | 1:39  | Anvers, Belgique               | Pour le titre vacant des poids coqs du Cage Warriors.                                                 |
| Victoire | 5-0    | Mika Hämäläinen         | Soumission (étranglement en guillotine)                   | CAGE 43                               | 28 avril 2018    | 1     | 3:35  | Helsinki, Finlande             | Début en poids coqs.                                                                                  |
| Victoire | 4-0    | Jhon Guarin             | Soumission (étranglement en guillotine)                   | Mix Fight Events 28                   | 5 novembre 2016  | 2     | 2:50  | Valence, Espagne               | Remporte le titre vacant des poids plumes du Mix Fight Events.                                        |
| Victoire | 3-0    | Daniel Vasquez          | Soumission (étranglement arrière)                         | Mix Fight Events 26                   | 7 mai 2016       | 1     | 1:50  | Alicante, Espagne              | |
| Victoire | 2-0    | Kalil Martin El Chalibi | Soumission (étranglement arrière)                         | Climent Club: Climent Show MMA 4      | 9 mai 2015       | 1     | 1:03  | Alicante, Espagne              | |
| Victoire | 1-0    | Francisco Asprilla      | Soumission (étranglement en triangle)                     | Mix Fight Events 17                   | 4 avril 2015     | 1     | 3:30  | Valence, Espagne               | Début en poids plumes.                                                                                |